# Columbus (Kentucky)
 For alternative betydninger, se Columbus. (Se også artikler, som begynder med Columbus)
Columbus er en by i Hickman County, Kentucky, USA. Der var 229 indbyggere ved folketællingen i 2000.
36°45′37″N 89°6′10″V / 36.76028°N 89.10278°V

## Historie
Mens Thomas Jefferson var præcident udbrød der brand i Washington, D.C., hvilket fik Jefferson til at foreslå, at den amerikanske hovedstad skulle flyttes til den mere centralt beliggende by Columbus. Forslaget blev forkastet af Senatet med en enkelt stemme.

### Borgerkrigen
Columbus mest bemærkelsesværdige øjeblik indtraf i september 1861 under den amerikanske borgerkrig, da den blev besat at styrker fra Sydstaterne. Det skete, selv om staten Kentucky havde erklæret sig neutral i konflikten. Besættelsen af Columbus førte til Unionen også begyndte at besætte Kentucky. 
2 måneder efter besættelsen af Columbus udkæmpedes slaget ved Belmont lige overfor Columbus på Mississippiflodens modsatte bred. Langtrækkende kanoner ved Columbus deltog i dette slag. Slaget var et af de første, hvor Ulysses S. Grant havde kommandoen over Unionens tropper, og selv om slaget endte uden en klar vinder varede det ikke længe inden hele Kentucky var på Unionens hænder.